# (9612) Belgorod
(9612) Belgorod est un astéroïde de la ceinture principale.

## Description
(9612) Belgorod est un astéroïde de la ceinture principale. Il fut découvert le 4 septembre 1992 à Naoutchnyï par Lioudmila Jouravliova. Il présente une orbite caractérisée par un demi-grand axe de 3,16 UA, une excentricité de 0,21 et une inclinaison de 7,5° par rapport à l'écliptique.

## Compléments